# Alea iacta est

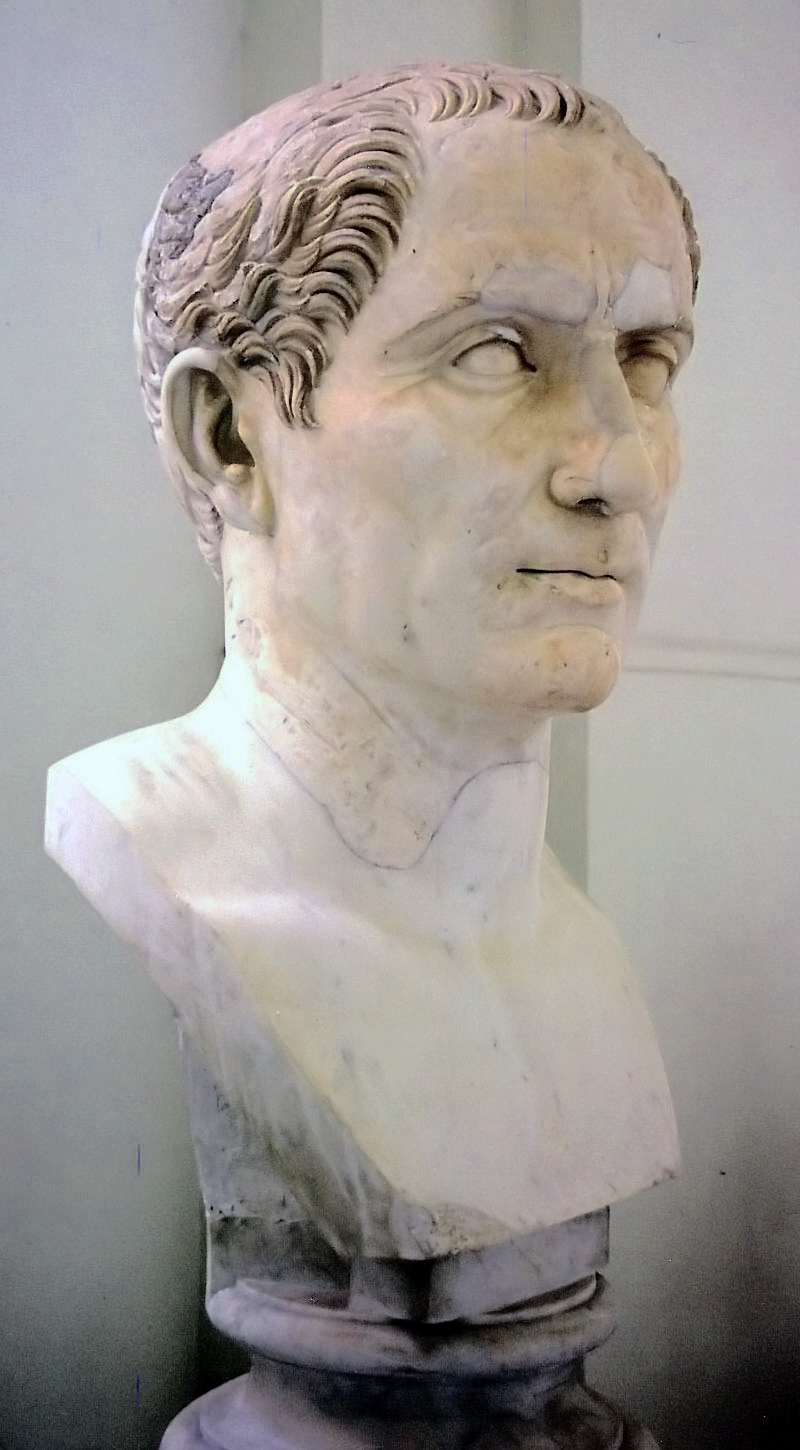
Бюст Цезаря (Національний археологічний музей, м.Неаполь)

Alea iacta est (з лат., дослівно — гральну кістку кинуто, жереб кинуто) — слова, які нібито промовив Гай Юлій Цезар 10 січня 49 року до н.e., під час переправи зі своєю армією через ріку Рубікон, у північній Італії. Цим вчинком він розпочав тривалу громадянську війну з Гнеєм Помпеєм і його синами у 49—45 роках до н. е. Тоді ж народився й інший крилатий вислів: «Перейти Рубікон».
Цезар певною мірою ризикував, позаяк мав у своєму розпорядженні лише невелику кількість відданих йому легіонів поблизу Риму. Однак, цей ризик виявився обґрунтованим, оскільки стратегічне захоплення Риму і відступ Помпея зіграли ключову роль у конфлікті — Цезар став диктатором, попри те, що його політична кар'єра починалася з посади фламіна Юпітера.
Латиною ця сентенція вперше була процитована Светонієм у його фактологічній праці «Життя цезарів» (лат. De Vita Caesarum) у формі iacta alea est.

## Семантика сучасного використання

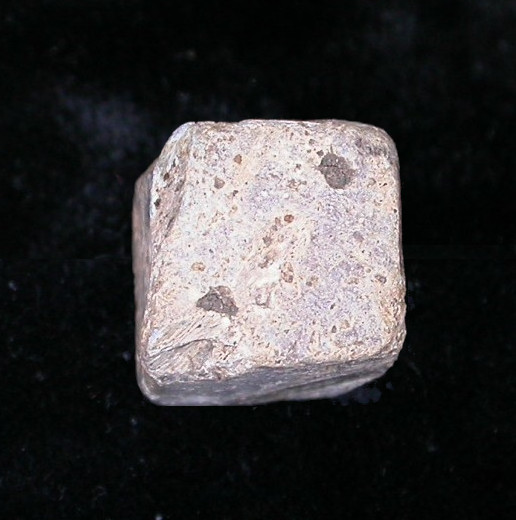
Римський кубик, зроблений із свинцю

Ця фраза означає прийняття невідворотного рішення — подібно до гравця, який кинувши гральну кістку (жереб), вже не має дороги назад. Часто використовується для підкреслення невідворотності подій, надання містичного відтінку фатальності подіям, що відбуваються. Сьогодні в українській мові ця сентенція найчастіше функціонує у вигляді фрази Жереб кинуто або її синонімічних виразів: «мости спалені», «рішення ухвалено», «точку неповернення пройдено», «що сталося, то вже не відстанеться» та ін.

## Форма
Імовірно, Цезар запозичив фразу у Менандра, відомого грецького автора комедій, якого він цінував більше, ніж римського драматурга Теренція.
Менандр вжив її в «Аррефорі» або у «Флейтистці», про що згадує Афіней у своєму «Бенкеті мудреців» (книга 13, параграф 8). 
Плутарх у книзі «Життя Помпея» (60.2.9) повідомляє, що ці слова були сказані грецькою мовою:
|  | Ἑλληνιστὶ πρὸς τοὺς παρόντας ἐκβοήσας, "Ἀνερρίφθω κύβος, διεβίβαζε τὸν στρατόν. Він [Цезар] гучним голосом проголосив грецькою присутнім: "Нехай буде кинуто жереб", i разом з армією перейшов ріку. |

Светоній, сучасник Плутарха, який писав латиною, також згадує цю фразу:
|  | Цезар сказав: «Жереб кинуто» (лат. Caesar: '... iacta alea est,' inquit) |

В іншому контексті цей зворот треба було перекладати як жереб був кинутий, хоча деякі дослідники стверджують, що цю сентенцію слід перекладати як імператив: Хай жереб буде кинуто.
У добу Цезаря слово «alea» було іменником, яким означалася рання форма гри в нарди, тоді як кості були відомі під назвою «cubus», а отже сентенцію можна також перекласти дослівно як гра в нарди розпочалася[джерело?].

## Сентенція в сучасних художніх творах
- WarCray (австрійська рок-група), третій музичний альбом «Alea iacta est».[5]
- Star Trek: Deep Space Nine (американський фантастичний серіал), 21-й епізод З-го сезону «The Die Is Cast».[6]
- «Alea iacta est» (французька рок-група з Тулузи), назва музичної групи.[7]
- Douglas Muir (англійський журналіст), стаття «South Ossetia: alea jacta est»[8]